# Herbert Pérez Valverde
Herbert Pérez Valverde (Hatillo, San José, 23 de junio de 1992) es un futboblista costarricense que actualmente milita en Generación Saprissa de la Segunda División de Costa Rica.

## Trayectoria
Herbert Pérez Valverde es originario del distrito de Hatillo, el cantón de San José. 
El Joven Jugador realizó sus divisiones menores en varios equipos, pero donde se dio a conocer fue en AD Barbareña.
El joven goleador debutó como profesional con la Universidad de Costa Rica en el fútbol de ascenso el sábado 1 de setiembre en el Polideportivo de Pérez Zeledón cuando AS Puma Generaleña y la Universidad de Costa Rica empataron a dos goles.
En esa ocasión, Pérez anotó su primer gol en la división de ascenso. Esa anotación se la anotó al arquero generaleño.
En 2015 el Jugador decidió unirse al segundo equipo del Deportivo Saprissa más conocido como Generación Saprissa, eso se dio porque en la Universidad de Costa Rica no le daban minutos para mostrar su gran habilidad como jugador, y claramente esto no gusto a dicho jugador.

## Clubes
| Club                      | País       | Año         |
| ------------------------- | ---------- | ----------- |
| Universidad de Costa Rica | Costa Rica | 2012 - 2014 |
| Generación Saprissa       | Costa Rica | 2015 - 2016 |

- Datos: Q5894723